# 安岳縣文物保護單位
安岳縣文物保護單位是四川省安岳縣的縣級文物保護單位。

## 簡介[1]
- 1965年，公布道林寺、教中寺、孔雀洞、大佛寺(高升)、朝陽洞、寶石庵、賈島墓等7處為安岳縣首批文物保護單位，
- 1966至1976年，臥佛院、圓覺洞、千佛寨、玄妙觀、黃桷大佛等處不少造像頭部遭到不同程度的破壞：千佛寺、道林寺、教中寺，黃桷大佛寺、高升大佛寺的廟宇被拆、燒，石刻藝術再遭浩劫。
- 1980年10月24日，縣城文廟被列為縣級文物保護單位。
- 1982年8月，縣政府發出《加強文物古蹟保護的布告》並公布孔雀洞和高升大佛為安岳縣文物保護單位。
- 1985年5月17日，縣政府公布凈慧岩、玄妙觀、名山寺、庵堂寺，塔坡石刻、三仙洞、獅子岩，菩提寺，上大佛、朱家經堂等10處石刻為縣級文物保護單位。